# Floirac (Lot)
Floirac település Franciaországban, Lot megyében. Lakosainak száma 240 fő (2022. január 1.). Floirac Saint-Denis-lès-Martel, Carennac, Martel, Miers, Montvalent és Vayrac községekkel határos.

## Népesség
A település népességének változása:
| Lakosok száma | 365  | 291  | 242  | 268  | 276  | 270  | 258  | 241  | 239  | 240  |
|               | 1968 | 1982 | 1990 | 2006 | 2013 | 2015 | 2017 | 2019 | 2020 | 2022 |